# Коваль Анатолій Анатолійович
Анато́лій Анато́лійович Коваль — майор Збройних сил України, учасник російсько-української війни.

## З життєпису
Станом на березень 2017-го — командир роти, 79-та окрема десантно-штурмова бригада, проживає в місті Первомайськ.

## Нагороди
За особисту мужність і героїзм, виявлені у захисті державного суверенітету та територіальної цілісності України, вірність військовій присязі під час російсько-української війни нагороджений
- орденом Богдана Хмельницького III ступеня (4.12.2014).